# Nancy Hünger
Nancy Hünger (* 13. Februar 1981 in Weimar) ist eine deutsche Schriftstellerin.

## Werdegang
Nancy Hünger hat Freie Kunst an der Bauhaus-Universität Weimar studiert. In der Edition AZUR sind mehrere Bände von ihr erschienen, außerdem eine CD mit einer Auswahl an Gedichten. Sie hat zahlreiche Stipendien erhalten, u. a. vom Thüringer Kultusministerium (2008) und ein Hermann-Lenz-Stipendium (2008), zuletzt ein Stipendium der Kulturstiftung Thüringen (2010).
Von Juli bis Dezember 2011 war Hünger die Stadtschreiberin von Jena und wurde im Rahmen des Clara-und-Eduard-Rosenthal-Stipendiums gefördert. 2012 wurde ihr das Förderstipendium Lyrik des Kunstfördervereins Düren zuerkannt; 2014 erhielt sie den Publikumspreis beim Wettbewerb um den Menantes-Preis für erotische Literatur in Wandersleben, sowie den Förderpreis des Caroline-Schlegel-Preises in Jena. Thüringens Kulturminister Benjamin-Immanuel Hoff überreichte Hünger am 26. Juni 2015 das Thüringer Literaturstipendium Harald Gerlach.
Nach Stationen in Erfurt und Gotha sowie Tätigkeiten im kulturellen Leben Thüringens (u. a. als Mitarbeiterin in Schillers Gartenhaus und Programmleiterin der Weimarer Lyriknacht) lebt sie heute in Tübingen. Seit Oktober 2022 leitet sie dort das Studio Literatur und Theater der Eberhard-Karls-Universität. Hünger ist Mitgründerin des PEN Berlin.

## Auszeichnungen
- 2008: Hermann-Lenz-Stipendium und Stipendium des Thüringer Kultusministeriums
- 2010: Stipendium der Kulturstiftung Thüringen
- 2011: Stadtschreiberin von Jena und Clara-und-Eduard-Rosenthal-Stipendium
- 2012: Förderstipendium Lyrik des Kunstfördervereins Düren
- 2013: Stipendiatin des Künstlerhauses Edenkoben
- 2014: Menantes-Literaturpreis für erotische Dichtung (Publikumspreis) und Förderpreis des Caroline-Schlegel-Preises
- 2015: Thüringer Literaturstipendium Harald Gerlach
- 2018: Stadtschreiberin Tübingen[9]
- 2020: Sonderstipendium der Kulturstiftung Thüringen[10]
- 2023: Anke Bennholdt-Thomsen-Lyrikpreis[11]
- 2024: Stipendium zum Rainer-Malkowski-Preis[12]

## Werke

### Eigenständige Veröffentlichungen
- Aus blassen Fasern Wirklichkeit. Gedichte. Jena: Edition Azur (Glaux-Verlag) 2006. ISBN 978-3-931743-93-2
- Deshalb die Vögel. Instabile Texte. Dresden: Edition Azur (Glaux-Verlag) 2009. ISBN 978-3-9812804-8-7
- Aus einem erfundenen Land. (Tonträger) Dresden: Edition Azur (Glaux-Verlag) 2009. ISBN 978-3-9812804-0-1
- Halt dich fern. Prosa. Dresden: Edition Azur 2012. ISBN 978-3-942375-06-1
- Wir sind golden, wir sind aus Blut. Ein Familienalbum. Dresden: Edition Azur 2014. ISBN 978-3-942375-14-6
- Ein wenig Musik zum Abschied wäre trotzdem nett. Gedichte. Dresden: Edition Azur 2017. ISBN 978-3-942375-28-3
- 4 Uhr kommt der Hund. Ein unglückliches Sprechen. Dresden: Edition Azur 2020. ISBN 978-3-942375-43-6
- Abwesenheit. Über Wolfgang Hilbig. Essay. Reihe Zwiesprachen des Lyrik Kabinetts. Wunderhorn, Heidelberg 2022. ISBN 978-3-88423-669-7

### Herausgaben
- Thüringen im Licht. Gedichte aus fünfzig Jahren. Herausgegeben zusammen mit Ron Winkler. Wartburg Verlag, Weimar 2015, ISBN 978-3-86160-399-3.
- Das Gedicht & sein Double: Die zeitgenössische Lyrikszene im Portrait. Herausgegeben zusammen mit Helge Pfannenschmidt. Edition AZUR, Dresden, 2018, ISBN 978-3-942375-36-8.

### Anthologien und Literaturzeitschriften (Auswahl)
- Eine große Bewegung. In: „BELLA triste“ Nr. 26. S. 48–55
- Ralph Grüneberger (Hg.)/Gesellschaft für zeitgenössische Lyrik. Poesiealbum neu. Ausgaben 1/2012, 1/2013
- Die Stunde der Schatten. Zu Wolfgang Hilbig und seiner Erzählung Alte Abdeckerei. In: Hilbigs Bilder, Essays und Aufsätze, Herausgegeben von Peter Braun und Stephan Pabst in Zusammenarbeit mit dem Lese-Zeichen e. V., Göttingen: Wallstein Verlag 2013. ISBN 978-3-8353-1328-6
- Anja Bayer, Daniela Seel (Hrsg.): all dies hier, Majestät, ist deins – Lyrik im Anthropozän, kookbooks, Berlin 2016, ISBN 978-3-937445-80-9.